# 佩特雷尔
佩特雷尔，是西班牙巴伦西亚自治区阿利坎特省的一个市镇。总面积104km2，总人口30138人（2001年），人口密度290人/km2。